# GlaxoSmithKline
GlaxoSmithKline je nadnárodní korporace sídlící v Londýně ve Spojeném království a podnikající v oblasti léčiv, vakcín a potravinových doplňků. V roce 2009 se jednalo počtem prodaných léků na předpis o celosvětově čtvrtou největší farmaceutickou firmu po společnostech Pfizer, Novartis a Sanofi.
Společnost je primárně obchodována na Londýnské burze, kde je jednou z firem určujících index FTSE 100 a s tržní kapitalizací 73,8 miliard liber představovala v prosinci 2011 pátou nejdražší obchodovanou společnost. Kromě toho je obchodována i na Newyorské burze.
Mezi produkty firmy patří léky ze všech hlavních oblastí nemocí, léky na astma, rakovinu, infekce, duševní poruchy, cukrovku nebo trávicí obtíže. Také prodává řadu volně dostupných léčiv, například Sensodyne, Boost, Horlicks, Gaviscon nebo Coldrex.
V prosinci 2021 společnost oznámila, že úspěšně otestovala lék na covid-19 Sotrovimab. Jde o lék na bázi monoklonální protilátky. 

## Nelegální činnost
V roce 2012 se firma ve Spojených státech amerických potýkala s obviněním z kriminální činnosti a posléze 2. července souhlasila se svou vinou a zaplacením v oboru rekordní pokuty ve výši 3 miliard dolarů. Dopustila se mimo jiného nelegální reklamy na léky na předpis, podplácení lékařů a prosazování nelicencovaného využití svých léků. Jednalo se mimo jiné o Paxil, Wellbutrin, Advair, Lamictal a Zofran.